# Región Metropolitana Norte

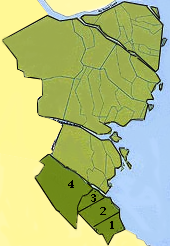
Región Metropolitana Norte: 1- Vicente López; 2- San Isidro; 3- San Fernando; 4- Tigre.

La Región Metropolitana Norte (también llamada Zona Norte) es un consorcio argentino intermunicipal creado el 10 de abril del año 2000 entre los partidos de San Fernando, San Isidro, Vicente López y Tigre. Representados dichos partidos por los intendentes Osvaldo Amieiro, Gustavo Posse, Enrique García y Ricardo Ubieto, respectivamente.
Tiene una superficie continental de 257 km² y una superficie insular de 1.140 km². Cuenta con una población de 1.118.000 habitantes.

## Ampliación de la RMN
A futuro se considera la posibilidad de incluir en el consorcio a los partidos de San Martín, Pilar y Escobar, dada la creciente vinculación de estos distritos con la región. De esta manera, la Región Metropolitana Norte se convertiría en la de mayor peso político y estratégico de la Provincia de Buenos Aires.
A fines de 2007 el entonces intendente del Municipio de San Martín, Ricardo Ivoskus, sostuvo en declaraciones periodísticas:

"Es necesaria la existencia de un organismo regional, que nos aglutine para tratar inconvenientes comunes, y se necesita para ello la acción de toda una región"

En la misma oportunidad manifestó estar abierto a integrar la Región Metropolitana Norte.

## Sismicidad
La región responde a la «subfalla del río Paraná», y a la «subfalla del río de la Plata», con sismicidad baja; y su última expresión se produjo el 5 de junio de 1888 (136 años), a las 3.20 UTC-3, con una magnitud en esta Región, aproximadamente de 5,0 en la escala de Richter (terremoto del Río de la Plata de 1888).